# 濁舌唇擦音
濁舌唇擦音是一種輔音，用於一些口語中，國際音標符號為⟨ð̼⟩或⟨β̺⟩。

## 特徵
- 調音方法是摩擦，表示氣流通過位於調音部位的狹窄通道，發生湍流。

- 調音部位是舌唇，即藉由舌頭碰觸上唇以調音。

- 發聲類型是濁音，意味着發音時聲帶顫動。

- 本輔音是口腔輔音（口音），表示調音時空氣只從口裡流出。
- 氣流機制是肺部氣流，即由肺與橫膈膜驱动空气。

## 出現於
| 語言     | 語言     | 字彙 | IPA    | 意思   | 註釋 |
| -------- | -------- | ---- | ------ | ------ | ---- |
| 坦戈亞語 | 坦戈亞語 |      | [ð̼atu] | 石頭   |      |
| Araki    | Araki    | v̈ev̈e | [ð̼eð̼e] | 露兜树 |      |

## 外部鏈結
- 在PHOIBLE上搜尋含有[v̼]的語言